# Comtat de Meaux
El comtat de Meaux fou una jurisdicció feudal de França a Xampanya, centrada a la ciutat de Meaux. El seu principal centre religiós era el monestir de Santa Creu fundat el 660 pel bisbe Faró. El comtat fou governat per Lluís el Tartamut abans de ser rei i donat després al nibelúngida Teodebert, germà del bisbe de París Anscaric, del qual va passar a Heribert I que governava també al comtat de Soissons i al de Vexin i que amb Vermandois va formar un districte militar per lluitar contra els normands. Heribert va obrir la dinastia de Vermandois.

## Llista de comtes
- 862-877: Lluís el Tartamut († 879) (rei de França 877-979)
- 877-896: Teodebert, germà d'Anscharic (bisbe de París)
- 896-902: Heribert I de Vermandois († 902), comte de Vermandois
- 902-943: Heribert II de Vermandois († 943), comte de Vermandois, fill

casat a Adela, fille de Robert I rei de França
- 943-966: Robert de Vermandois († 966), comte de Meaux (943-967) i de Troyes (956-967), fill

casat à Adelaida Werra, comtessa de Troyes, filla de Gilbert de Chalon, comte de Chalon i principal de Borgonya
- 967-995: Heribert III de Vermandois, comte de Meaux i de Troyes, fill
- 995-1022: Esteve I de Troyes, comte de Meaux i de Troyes, fill
- 1022-1037: Eudes II de Blois (983 † 1037), comte de Blois, de Reims, de Meaux i de Troyes, cosí de l'anterior, descendent d'Heribert II de Vermandois

casat en primeres noces el 1103 a Matilde de Normandia († 1006)
casat en segones noces a Ermengearda d'Alvèrnia
- 1037-1047: Esteve II († 1047), comte de Meaux i de Troyes, fill (de la segona dona)
- 1047-1066: Eudes II († 1115), comte de Meaux i de Troyes, fill

va acompanyar a Guillem el Conqueridor a Anglaterra i s'hi va establir; els seus dominis foren dominats pel seu oncle
- 1066-1089: Tibald I o Teobald I (1019 † 1089), comte de Blois, de Meaux i de Troyes, oncle, fill d'Eudes I i d'Ermengearde d'Alvèrnia

casat en pimemeres noces a Gersenda del Maine
casat en segones noces a Adelaida de Valois
- 1089-1102: Esteve Enric, († 1102), comte de Blois i de Meaux, fill de Tibald I i de Garsenda del Maine.

casat aAdela de Normandia
- 1102-1151: Tibald II o Teobald II, († 1152), comte de Blois i de Meaux, comte de Xampanya el 1125, fill.

Vegeu: Comtat de Xampanya